# دباء
الدُّبَّاء أو القرع الطويل أو الكَرْنيب أو الضرف أو القَرْع أو القَرَع أو اليقطين أو قرعٌ ضُرُوف (الاسم العلمي: Lagenaria siceraria) هو نوع من النباتات يتبع جنس الدباء من الفصيلة القرعية. يُزرع هذا النبات المعترش لثماره التي تشبه القنينة المصنوعة من القرع؛ حيث يمكن قطاف هذه الثمار وهي صغيرة أو ناضجة ومن ثم تُجفّف لاستخدامها كقنينة (زجاجة) أو وعاء أو أنبوب. تمتاز الثمرة بغلاف ناعم ذي لون أخضر فاتح، ولبّها أبيض.
تنمو ثمار القرع الطويل بأشكال مختلفة، فقد تكون ضخمة ومستديرة، أو صغيرة بشكل الزجاجة أو رفيعة ومنحنية وقد يصل طول بعض الأنواع إلى أكثر من متر. يشار إلى أن القرع كان من أوائل النباتات التي أدخلها الإنسان في حضارته، وقد زرع في المقام الأول للغذاء ولاستخدام ثماره كحاويات ماء أيضاً. قد يكون القرع قنيني الشكل نقل من أفريقيا إلى كلٍ من آسيا وأوروبا والأمريكيتين أثناء الهجرات البشرية، أوعن طريق البذور العائمة عبر المحيطات داخل ثمار القرع. وقد ثبت وجود القرع الطويل في العالم الجديد قبل وصول كولومبوس إليه.